# جون هودج (كاتب)
جون هودج (بالإنجليزية: John Hodge)‏ هو كاتب سيناريو بريطاني، ولد في 1964 في غلاسكو في المملكة المتحدة.

## وصلات خارجية
- جون هودج على موقع IMDb (الإنجليزية)
- جون هودج على موقع ألو سيني (الفرنسية)
- جون هودج على موقع أول موفي (الإنجليزية)
- جون هودج على موقع قاعدة بيانات الأفلام السويدية (السويدية)
- جون هودج على موقع قاعدة بيانات الفيلم (الإنجليزية)
- جون هودج على موقع كينوبويسك (الروسية)